# Tetsuya Takada
Tetsuya Takada (født 31. juli 1969) er en tidligere japansk fodboldspiller.
Han har spillet for flere forskellige klubber i sin karriere, herunder Shonan Bellmare.